# Cinachyrella albatridens
Cinachyrella albatridens är en svampdjursart som först beskrevs av Lendenfeld 1907.  Cinachyrella albatridens ingår i släktet Cinachyrella och familjen Tetillidae. Inga underarter finns listade i Catalogue of Life.